# Субиз
Суби́з (фр. Soubise) — коммуна во Франции, находится в регионе Пуату — Шаранта. Департамент коммуны — Шаранта Приморская. Входит в состав кантона Сент-Аньян. Округ коммуны — Рошфор.
Код INSEE коммуны — 17429.

## Население
Население коммуны на 2010 год составляло 2909 человек.
| 1962 | 1968 | 1975 | 1982 | 1990 | 1999 | 2010 |
| ---- | ---- | ---- | ---- | ---- | ---- | ---- |
| 706  | 730  | 842  | 1422 | 1220 | 1243 | 2909 |